# 関裕二
関 裕二（せき ゆうじ、1959年 - ）は、日本の歴史作家。武蔵野学院大学日本総合研究所スペシャルアカデミックフェロー。千葉県柏市生まれ。仏教美術に関心をもち、奈良に通ううち、独学で日本古代史を研究、1991年に『聖徳太子は蘇我入鹿である』でデビュー、以後古代をテーマに執筆活動を続けている。

## 著書

### 1990年代
- 『聖徳太子は蘇我入鹿である』フットワーク出版 1991 のちワニ文庫、「聖徳太子の謎」学研M文庫
- 『天武天皇隠された正体 暴かれた日本書紀のトリック』ベストセラーズ 1991 のちワニ文庫
- 『謀略の女帝持統天皇 古代正史への挑戦状』フットワーク出版 1992 のち「謎の女帝・持統」ベスト新書
- 『縄文人国家=出雲王朝の謎 古代天皇家が最も恐れた』徳間書店 1993
- 『聖徳太子はだれに殺されたのか』学習研究社(歴史群像新書)1993
- 『ヒミコは二人いた 古代九州王朝の陰謀』新人物往来社 1993 のちワニ文庫
- 『抹殺された古代日本史の謎 いま甦る、封印された「縄文・出雲王朝」の実像』日本文芸社 1994
- 『謎の出雲・伽耶王朝 天皇家朝鮮渡来の妄説を撃つ!! 恨を抱き参らせた建国秘史』徳間書店(古代史の超深層best selection)1995
- 『継体東国王朝の正体 伽耶・東北王朝復活の謎』三一書房 1995 「継体天皇の謎」PHP文庫
- 『古代神道と天皇家の謎 真の皇祖神をめぐる日本建国の実相を探る!』日本文芸社 1995
- 『いま蘇る縄文王国の全貌 八世紀大政変に隠された東西日本の合併と破綻』ベストセラーズ 1996
- 『消された王権・物部氏の謎 オニの系譜から解く古代史』PHP研究所 1998 のち文庫
- 『完全制覇古代大和朝廷の謎 この一冊で歴史に強くなる!』立風書房 1998
- 『鬼の帝聖武天皇』三一書房 1998  「鬼の帝聖武天皇の謎」PHP文庫
- 『鬼の王権・聖徳太子の謎 いま明かされる「鬼」の系譜と聖者伝説の秘密』日本文芸社 1998 「聖徳太子の秘密」PHP文庫
- 『「かごめ歌」に秘められた裏卑弥呼』フットワーク出版 1998
- 『抹殺された古代王権の秘密 「神と鬼」の知られざる異形の日本古代史を探る!』日本文芸社 1999
- 『封印された日本創世の真実 古代ヤマト朝廷建国秘史』ベストセラーズ 1999 「浦島太郎は誰なのか」ワニ文庫
- 『天皇家誕生の謎』立風書房 1999 のち学研M文庫
- 『図説古代日本のカラクリと裏側がわかる本 おもしろいように解ける古代史ミステリー』フットワーク出版 1999

### 2000年代前半
- 『謎とき古代日本列島』講談社 2000 「古代日本列島の謎」講談社+α文庫
- 『沈黙する女王の鏡 封印された邪馬台国 いま大分・日田に蘇る卑弥呼の悲劇』青春出版社プレイブックス 2000
- 『闇の修験道』ベストセラーズ 2000
- 『検証邪馬台国論争』ベスト新書 2001
- 『古代史の秘密を握る人たち』PHP文庫 2001
- 『大化改新の謎』PHP文庫 2002
- 『謎解き古代史独学のススメ』文芸社 2002 「「古代史」謎解きのヒント」講談社+α文庫
- 『藤原氏の正体 名門一族の知られざる闇』東京書籍 2002 のち新潮文庫
- 『壬申の乱の謎 古代史最大の争乱の真相』PHP文庫 2003
- 『天孫降臨の謎 日本建国神話に隠された真実』PHP研究所 2003 のち文庫
- 『呪いと祟りの日本古代史 常識を覆す驚くべき「裏」の歴史』東京書籍 2003 「呪う天皇の暗号」新潮文庫
- 『神武東征の謎 「出雲神話」の裏に隠された真相』PHP文庫 2003
- 『古代史謎解き事典』三修社 2004
- 『逆転の古代史! 歴史を変えた古代史7大事件再現ドキュメント』廣済堂出版 2004 のち文庫
- 『図解「古代史」秘められた謎と真相 封印された歴史のカギを握る人物たち』PHP研究所 2004
- 『「出雲神話」の真実 封印された日本古代史を解く』PHP研究所 2004 「「出雲抹殺」の謎」PHP文庫
- 『蘇我氏の正体 日本書紀が隠そうとした真実』東京書籍 2004
- 『おとぎ話に隠された日本のはじまり』PHP研究所 2005 のち文庫「おとぎ話に隠された古代史の謎」
- 『日本書紀塗り替えられた古代史の謎』実業之日本社 2005
- 『日本古代史謎と真説』学研M文庫 2005
- 『「図解」誰も教えてくれなかった「古代史」の真実 ついに解き明かされた「歴史の闇」』PHP研究所 2005
- 『神話に隠されている日本創世の真実』文芸社 2005
- 『「古代史」封印された謎を解く あまりに意外な「あの人物・あの事件」の真相とは?』PHP研究所 2005
- 『海峡を往還する神々 解き明かされた天皇家のルーツ』PHP研究所 2005 のち文庫

### 2000年代後半
- 『古代史謎解き紀行 1(ヤマト編)』ポプラ社 2006
- 『古代遺跡をめぐる18の旅』講談社+α新書 2006
- 『古代史謎解き紀行 2(出雲編)』ポプラ社. 2006
- 『古代史謎解き紀行 3(九州邪馬台国編)』ポプラ社 2006
- 『古代史9つの謎を掘り起こす』PHP文庫 2006
- 『古代史の闇と聖徳太子信仰の謎 聖者と鬼を結ぶ隠された糸』三修社 2006 「つくられた聖徳太子 最強の偉人・聖人伝説の謎を解く」廣済堂文庫 ヒューマン文庫
- 『図解「邪馬台国」の謎を解く 「地理と戦略」から見えてきた古代史の真相』PHP研究所 2006
- 『日本を不幸にした藤原一族の謎』PHP研究所 2006 「日本を不幸にした藤原一族の正体」文庫
- 『ここまで解けた!「古代史」残された謎 あの人物・事件・遺跡の常識を180度覆す』PHP研究所 2006
- 『物部氏の正体 大豪族消滅に秘められた古代史最大のトリック』東京書籍 2006 のち新潮文庫
- 『かごめ歌の暗号 わらべ遊びに隠された古代史の闇』東京書籍 2007
- 『古代史謎解き紀行 4(瀬戸内編)』ポプラ社 2007
- 『「入鹿と鎌足」謎と真説』学研M文庫 2007
- 『「天皇家」誕生の謎 古代史から見た権力と天皇』講談社 2007
- 『ヤマトタケルの正体 創られた英雄』PHP研究所 2007
- 『古代史謎解き紀行 5(関東・東京編)』ポプラ社 2007
- 『図解「古代史」 日本誕生の隠された真実』PHP研究所 2008
- 『古代史謎解きの「キーパーソン50」』PHP文庫 2008
- 『古事記逆説の暗号 日本書紀を覆す反骨のカラクリ』東京書籍 2008
- 『神社仏閣に隠された古代史の謎』徳間書店 2008
- 『古代史悪党列伝 「正史」に封印された謎と真実』主婦と生活社 2008 「なぜ古代史は、悪党を英雄にすりかえたのか」広済堂文庫
- 『なぜ『日本書紀』は古代史を偽装したのか』実業之日本社 2008
- 『古事記逆説の暗号 日本書紀を覆す反骨のカラクリ』東京書籍 2008
- 『古代史の謎100問100答 未解決のあの疑問、あの人物の正体が次々と明らかに!』PHP研究所 2008
- 『新・古代史謎解き紀行 信越東海編 (継体天皇の謎)』ポプラ社 2008
- 『「女帝」誕生の謎 古代史に見る女性天皇』講談社 2008 「「女性天皇」誕生の謎」講談社+α文庫
- 『神社仏閣に隠された古代史の謎』徳間書店 2008 のち文庫
- 『「図解」「古代史」 日本誕生の隠された真実』PHP研究所 2008
- 「関裕二〈古代史の謎〉コレクション」ポプラ社

『ヤマトは荒人神の国だった 完全制覇古代大和朝廷の謎』2008
- 『天皇と歴代遷宮の謎』PHP研究所、2009 「遷都に秘められた古代天皇家の謎」文庫
- 『伊勢神宮の暗号』講談社 2009 のち講談社+α文庫
- 『古代史謎めぐりの旅 死ぬまでに一度は見たい神社仏閣と遺跡たち 出雲・九州・東北・奈良編』ブックマン社 2009
- 『同 奈良・瀬戸内・東国・京阪編』ブックマン社 2009
- 『古代史封印されたミステリー オールカラーで明かされる23の真実』PHP研究所 2009 ビジュアル+好奇心!
- 『この一冊で「日本の神々」がわかる!』三笠書房 知的生きかた文庫 2009

### 2010年代前半
- 『「天皇家」誕生の謎』講談社+α文庫 2010
- 『なぜ『万葉集』は古代史の真相を封印したのか』実業之日本社 2010 のち新書
- 『出雲大社の暗号』講談社 2010 のち講談社+α文庫
- 『王剣強奪 人麻呂の呪言不比等の陰謀 小説古代史異聞』芸文社 2010
- 『消えた出雲と継体天皇の謎』学研パブリッシング 2010
- 『奇蹟の奈良』西岡比古司写真 ブックマン社 2010
- 『「古代史」闇に消えた謎を解く 常識を覆す驚愕の真実とは!? 神話の時代から国家の誕生まで-。歴史に隠されたミステリーに迫る!』PHP研究所 雑学3分間ビジュアル図解シリーズ 2010
- 『新・古代史謎解き紀行 東北編 (消えた蝦夷(えみし)たちの謎)』ポプラ社 2010
- 『大化改新の謎を斬る! 中大兄皇子・中臣鎌足の野望』PHP研究所 2010
- 『奈良・古代史ミステリー紀行 封印された「歴史の闇」を解き明かす』PHP研究所 2010
- 『『日本書紀』が隠し通した天皇の正体』広済堂文庫 ヒューマン文庫 2010
- 『平城京は古代豪族の墓標だった!』宝島社新書 2010
- 『古代史この「七つの真実」はなぜ塗り替えられたのか』実業之日本社 じっぴコンパクト新書 2011
- 『古代史はどうして謎めくのか 『日本書紀』に仕組まれた謎を解く73のヒント』新人物文庫 2011
- 『「祟る王家」と聖徳太子の謎』講談社+α文庫 2011
- 『東大寺の暗号』講談社 2011
- 『なぜ饒速日命は長髄彦を裏切ったのか 物部氏の懺悔、尾張氏の悲憤』PHP研究所 2011
- 『日本人はなぜ震災にへこたれないのか』PHP新書 2011
- 『捏造だらけの『日本書紀』』宝島社 2011 『日本書紀に封印された「謎」』宝島SUGOI文庫 2012
- 『応神天皇の正体』河出書房新社 2012
- 『源氏と平家の誕生』祥伝社新書 2012
- 『『古事記』と壬申の乱』PHP新書 2012
- 『伏見稲荷の暗号秦氏の謎』講談社 2012
- 『仏像と古代史 ミステリー案内』ブックマン社 2012
- 『裏も表もわかる日本史 意外な真相？驚きの事実！ 古代編』じっぴコンパクト新書 2013
- 『教科書に絶対！載らない 偽装！ 古代史』廣済堂文庫 ヒューマン文庫 2013
- 『百済観音と物部氏の秘密』角川学芸出版 2013
- 『古事記の禁忌（タブー） 天皇の正体』新潮文庫 2013
- 『百人一首に隠された藤原定家の暗号』廣済堂文庫 ヒューマン文庫 2013
- 『藤原氏の悪行』講談社、2013年。
- 『ヤマト王権と十大豪族の正体 物部、蘇我、大伴、出雲国造家……』PHP研究所〈PHP文庫〉、2013年。
- 『「神と鬼のヤマト」誕生』小学館〈小学館新書〉、2013年。
- 『新史論/書き替えられた古代史 1 「神と鬼のヤマト」誕生』小学館〈小学館新書〉、2013年10月。
- 『新史論/書き替えられた古代史 2 神武と応神「祟り王」の秘密』小学館〈小学館新書〉、2013年12月。
- 『アメノヒボコ、謎の真相』河出書房新社、2014年2月。ISBN 978-4-309-22608-8。
- 『大和路の謎を解く 古代史巡礼の旅』ポプラ社〈ポプラ新書〉、2014年3月。ISBN 978-4-591-13970-7。
- 『ヤマト王権と古代史十大事件』PHP研究所〈PHP文庫〉、2014年4月。ISBN 978-4-569-76181-7。
- 『古代史謎解き紀行 1 封印されたヤマト編』新潮社〈新潮文庫〉、2014年5月。ISBN 978-4-10-136476-6。
- 『新史論/書き替えられた古代史 3 聖徳太子と物部氏の正体』小学館〈小学館新書〉、2014年6月。ISBN 978-4-09-825187-2。
- 『古代史謎解き紀行 2 神々の故郷出雲編』新潮社〈新潮文庫〉、2014年6月。ISBN 978-4-10-136477-3。
- 『神社が語る古代12氏族の正体』祥伝社〈祥伝社新書〉、2014年7月。ISBN 978-4-396-11370-4。
- 『古代史謎めぐりの旅 神話から建国へ』講談社〈講談社+α文庫〉、2014年7月。ISBN 978-4-06-281561-1。
- 『古代史謎解き紀行 3 九州邪馬台国編』新潮社〈新潮文庫〉、2014年7月。ISBN 978-4-10-136478-0。
- 『古代史で読みとく桃太郎伝説の謎』祥伝社〈祥伝社黄金文庫〉、2014年9月。ISBN 978-4-396-31645-7。
- 『天皇と鬼 古代史最大の謎を読み解く』悟空出版、2014年11月。ISBN 978-4-908117-03-9。
- 『天皇家と古代史十大事件』PHP研究所〈PHP文庫〉、2015年1月。ISBN 978-4-569-76273-9。
- 『新史論/書き替えられた古代史 4 天智と天武日本書紀の真相』小学館〈小学館新書〉、2015年4月。ISBN 978-4-09-825188-9。
- 『信濃が語る古代氏族と天皇 善光寺と諏訪大社の謎』祥伝社〈祥伝社新書〉、2015年5月。ISBN 978-4-396-11415-2。
- 『古代神道と神社 天皇家の謎』ベストセラーズ〈ワニ文庫 異端の古代史〉、2015年5月。ISBN 978-4-584-39369-7。
- 『卑弥呼 封印された女王の鏡』ベストセラーズ〈ワニ文庫 異端の古代史〉、2015年6月。ISBN 978-4-584-39372-7。
- 『聖徳太子は誰に殺された』ベストセラーズ〈ワニ文庫 異端の古代史〉、2015年7月。ISBN 978-4-584-39374-1。
- 『捏造された神話藤原氏の陰謀』ベストセラーズ〈ワニ文庫 異端の古代史〉、2015年8月。ISBN 978-4-584-39376-5。
- 『古代史で読みとくかぐや姫の謎』祥伝社〈祥伝社黄金文庫〉、2015年10月。ISBN 978-4-396-31679-2。
- 『謎解き『日本書紀』 誰が古代史を塗り替えたのか』実業之日本社〈じっぴコンパクト文庫〉、2015年11月。ISBN 978-4-408-45662-1。
- 『持統天皇 血塗られた皇祖神』ベストセラーズ〈ワニ文庫 異端の古代史〉、2015年12月。ISBN 978-4-584-39383-3。

### 2010年代後半
- 『闇に葬られた古代史 なぜ、西国は東国の歴史を隠ぺいしたのか』実業之日本社〈じっぴコンパクト新書〉、2016年1月。ISBN 978-4-408-11173-5。
- 『百済観音の正体』KADOKAWA〈角川ソフィア文庫〉、2016年1月。ISBN 978-4-04-400011-0。
- 『新史論/書き替えられた古代史 5 『万葉集』が暴く平城京の闇』小学館〈小学館新書〉、2016年2月。ISBN 978-4-09-825189-6。
- 『蘇我氏の正義真説・大化の改新』ベストセラーズ〈ワニ文庫 異端の古代史〉、2016年4月。ISBN 978-4-584-39392-5。
- 『検証!古代史「十大遺跡」の謎 三内丸山、荒神谷、纏向、平城京…』PHP研究所〈PHP文庫〉、2016年4月。ISBN 978-4-569-76567-9。
- 『古代史9つの謎を解く そこが知りたい!』PHP研究所、2016年5月。ISBN 978-4-569-83061-2。
- 『天皇諡号が語る古代史の真相』祥伝社〈祥伝社新書〉、2016年6月。ISBN 978-4-396-11469-5。
- 『台与の正体 邪馬台国・卑弥呼の後継女王のゆくえ』河出書房新社、2016年8月。ISBN 978-4-309-22677-4。
- 『地形で読み解く古代史』ベストセラーズ、2016年11月。ISBN 978-4-584-13761-1。
- 『消えた海洋王国 吉備物部一族の正体 古代史謎解き紀行』新潮社〈新潮文庫〉、2016年11月。ISBN 978-4-10-136480-3。
- 『新史論/書き替えられた古代史 6 呪われた平安京と天皇家の謎』小学館〈小学館新書〉、2016年12月。ISBN 978-4-09-825190-2。
- 『繰り返された「生前退位」と天皇の正体』廣済堂出版〈廣済堂新書〉、2016年12月。ISBN 978-4-331-52076-5。
- 『応神天皇の正体』河出書房新社〈河出文庫〉、2017年1月。ISBN 978-4-309-41507-9。
- 『前方後円墳の暗号』講談社〈講談社+α文庫〉、2017年1月。ISBN 978-4-06-281704-2。
- 『わらべ歌に隠された古代史の闇』PHP研究所〈PHP文庫〉、2017年4月。ISBN 978-4-569-76700-0。
- 『古代史が解き明かす日本人の正体』実業之日本社〈じっぴコンパクト新書〉、2017年5月。ISBN 978-4-408-33708-1。
- 『古代史不都合な真実 12の古代文書が暴く「日本書紀」の噓』実業之日本社〈じっぴコンパクト新書〉、2018年1月。ISBN 978-4-408-33764-7。
- 『大伴氏の正体 悲劇の古代豪族』河出書房新社、2018年1月。ISBN 978-4-309-22725-2。
- 『神武天皇vs.卑弥呼 ヤマト建国を推理する』新潮社〈新潮新書〉、2018年4月。ISBN 978-4-10-610763-4。
- 『古代日本人と朝鮮半島』PHP研究所〈PHP文庫〉、2018年5月。ISBN 978-4-569-76825-0。
- 『「始まりの国」淡路と「陰の王国」大阪 古代史謎解き紀行』新潮社〈新潮文庫〉、2018年10月。ISBN 978-4-10-136482-7。
- 『寺社が語る秦氏の正体』祥伝社〈祥伝社新書〉、2018年10月。ISBN 978-4-396-11553-1。
- 『磐井の乱の謎』河出書房新社、2018年11月。ISBN 978-4-309-22753-5。
- 『「縄文」の新常識を知れば日本の謎が解ける』PHP研究所〈PHP新書〉、2019年2月。ISBN 978-4-569-84242-4。
- 『神社が語る関東の古代氏族』祥伝社〈祥伝社新書〉、2019年3月。ISBN 978-4-396-11566-1。
- 『仕組まれた古代の真実 いっきにわかる!古代史のミカタ 7つの新しい「見方」が古代史解読の最強の「味方」になる!』辰巳出版、2019年7月。ISBN 978-4-7778-2283-6。
- 『万葉集に隠された古代史の真実』PHP研究所〈PHP文庫〉、2019年8月。ISBN 978-4-569-76953-0。
- 『豊璋 藤原鎌足の正体』河出書房新社、2019年11月。ISBN 978-4-309-22790-0。

### 2020年代
- 『「大乱の都」京都争奪 古代史謎解き紀行』新潮社〈新潮文庫〉、2020年1月。ISBN 978-4-10-136483-4。
- 『こんなに面白かった古代史「謎解き」入門』PHP研究所〈PHP文庫〉、2020年2月。ISBN 978-4-569-76886-1。
- 『古代史の「謎」を歩く 見えてきた「日本の始まり」』宝島社〈TJ MOOK〉、2020年3月。ISBN 978-4-299-00268-6。監修。
- 『縄文文明と中国文明』PHP研究所〈PHP新書〉、2020年3月。ISBN 978-4-569-84661-3。
- 『古代史再検証大化の改新』廣済堂出版、2020年7月。ISBN 978-4-331-52301-8。
- 『日本書紀が抹殺した古代史謎の真相』河出書房新社〈河出文庫〉、2020年10月。ISBN 978-4-309-41771-4。
- 『地形で読み解く古代史の謎』PHP研究所〈PHP文庫〉、2020年12月。ISBN 978-4-569-90091-9。
- 『マンガで読み解く真説・古事記』講談社、2021年1月。ISBN 978-4-06-521104-5。原作。近藤たかし(著)。
- 『古代史の正体 縄文から平安まで』新潮社〈新潮新書〉、2021年4月。ISBN 978-4-10-610902-7。
- 『海洋の日本古代史』PHP研究所〈PHP新書〉、2021年4月。ISBN 978-4-569-84914-0。
- 『古代史に隠された天皇と鬼の正体』PHP研究所〈PHP新書〉、2021年6月。ISBN 978-4-569-90135-0。